# Kabinet-D'Alema I
Het kabinet-D'Alema I werd op 21 oktober 1998 gevormd, na de val van de regering-Prodi I. De regering bleef aan tot 22 december 1999.
De coalitieregering bestond uit:
- Democratici di Sinistra (democratisch-socialistisch)
- Partito Popolare Italiano (centrumlinks-christendemocratisch)
- Rinnovamento Italiano (sociaalliberaal)
- Socialisti Democratici Italiani (sociaaldemocratisch)
- Federazione dei Verdi (groen)
- Partito dei Comunisti Italiani (communistisch)
- Unione Democratica per la Repubblica (centrumpartij)
- Onafhankelijken

## Verloop van de regering
Tijdens deze regering bombardeerde de NAVO de Federale Republiek Joegoslavië in 1999. De regering
steunde deze aanval en kreeg daarbij steun van de rechtse oppositie onder leiding van Silvio Berlusconi,
maar de extreemlinkse oppositie was faliekant tegen de aanval.

## Kabinet–D'Alema I (1998–1999)
| Ambtsbekleder | Ambtsbekleder        | Ambtsbekleder                    | Functie                                    | Ambtstermijn    | Ambtstermijn     | Partij |
| ------------- | -------------------- | -------------------------------- | ------------------------------------------ | --------------- | ---------------- | ------ |
|               | Massimo D'Alema      | Massimo D'Alema (1949)           | Premier                                    | 21 oktober 1998 | 25 april 2000    | DS     |
|               | Sergio Mattarella    | Sergio Mattarella (1941)         | Vicepremier                                | 21 oktober 1998 | 22 december 1999 | PPI    |
|               | Franco Bassanini     | Franco Bassanini (1940)          | Secretaris- generaal                       | 21 oktober 1998 | 22 december 1999 | DS     |
|               | Rosa Russo Iervolino | Rosa Russo Iervolino (1936)      | Minister van Binnenlandse Zaken            | 21 oktober 1998 | 22 december 1999 | PPI    |
|               | Lamberto Dini        | Lamberto Dini (1931)             | Minister van Buitenlandse Zaken            | 17 mei 1996     | 5 juni 2001      | RI     |
|               | Vincenzo Visco       | Vincenzo Visco (1942)            | Minister van Financiën                     | 17 mei 1996     | 25 april 2000    | DS     |
|               |                      | Carlo Azeglio Ciampi (1920–2016) | Minister van de Schatkist en het Budget    | 17 mei 1996     | 13 mei 1999      | O      |
|               | Giuliano Amato       | Giuliano Amato (1938)            | Minister van de Schatkist en het Budget    | 13 mei 1999     | 25 april 2000    | O      |
|               | Oliviero Diliberto   | Oliviero Diliberto (1956)        | Minister van Justitie                      | 21 oktober 1998 | 25 april 2000    | PdCI   |
|               | Pier Luigi Bersani   | Pier Luigi Bersani (1951)        | Minister van Economische Zaken             | 17 mei 1996     | 22 december 1999 | DS     |
|               | Carlo Scognamiglio   | Carlo Scognamiglio (1944)        | Minister van Defensie                      | 21 oktober 1998 | 22 december 1999 | UDR    |
|               | Rosy Bindi           | Rosy Bindi (1951)                | Minister van Volksgezondheid               | 17 mei 1996     | 25 april 2000    | PPI    |
|               | Antonio Bassolino    | Antonio Bassolino (1947)         | Minister van Arbeid en Sociale Zaken       | 21 oktober 1998 | 21 juni 1999     | DS     |
|               | Cesare Salvi         | Cesare Salvi (1948)              | Minister van Arbeid en Sociale Zaken       | 21 juni 1999    | 11 juni 2001     | DS     |
|               | Luigi Berlinguer     | Luigi Berlinguer (1932)          | Minister van Onderwijs                     | 17 mei 1996     | 25 april 2000    | DS     |
|               | Ortensio Zecchino    | Ortensio Zecchino (1943)         | Minister van Hoger Onderwijs en Wetenschap | 21 oktober 1998 | 1 februari 2001  | PPI    |
|               | Tiziano Treu         | Tiziano Treu (1939)              | Minister van Transport                     | 21 oktober 1998 | 22 december 1999 | RI     |
|               | Enrico Luigi Micheli | Enrico Luigi Micheli (1938–2011) | Minister van Infrastructuur                | 21 oktober 1998 | 22 december 1999 | PPI    |
|               | Paolo De Castro      | Paolo De Castro (1958)           | Minister van Landbouw                      | 21 oktober 1998 | 25 april 2000    | O      |
|               | Edo Ronchi           | Edo Ronchi (1950)                | Minister van Milieu                        | 17 mei 1996     | 25 april 2000    | FdV    |
|               | Salvatore Cardinale  | Salvatore Cardinale (1948)       | Minister van Communicatie                  | 21 oktober 1998 | 11 juni 2001     | UDR    |
|               | Gian Guido Folloni   | Gian Guido Folloni (1946)        | Minister voor Parlementaire Betrekkingen   | 21 oktober 1998 | 22 december 1999 | UDR    |
|               | Angelo Piazza        | Angelo Piazza (1955)             | Minister voor Publieke Diensten            | 21 oktober 1998 | 22 december 1999 | SDI    |
|               | Giuliano Amato       | Giuliano Amato (1938)            | Minister voor Bestuurlijke Vernieuwing     | 21 oktober 1998 | 13 mei 1999      | O      |
|               | Antonio Maccanico    | Antonio Maccanico (1924–2013)    | Minister voor Bestuurlijke Vernieuwing     | 13 mei 1999     | 11 juni 2001     | UD     |

## Ministers
| Functie                                              | persoon        | Partij                         |
| ---------------------------------------------------- | -------------- | ------------------------------ |
| Internationale handel                                | Piero Fassino  | Democratici di Sinistra        |
| Regionale zaken (Minister zonder portefeuille)       | Katia Bellillo | Partito dei Comunisti Italiani |
| Gelijke kansen (Minister zonder portefeuille)        | Laura Balbo    | Onafhankelijk                  |
| Politieke publiciteit (Minister zonder portefeuille) | Enrico Letta   | Partito Popolare Italiano      |
| Sociale solidariteit (Minister zonder portefeuille)  | Livia Turco    | Democratici di Sinistra        |

De Gasperi II · De Gasperi III · De Gasperi IV · De Gasperi V · De Gasperi VI · De Gasperi VII · De Gasperi VIII · Pella · Fanfani I · Scelba · Segni I · Zoli · Fanfani II · Segni II · Tambroni · Fanfani III · Fanfani IV · Leone I · Moro I · Moro II · Moro III · Leone II · Rumor I · Rumor II · Rumor III · Colombo · Andreotti I · Andreotti II · Rumor IV · Rumor V · Moro IV · Moro V · Andreotti III · Andreotti IV · Andreotti V · Cossiga I · Cossiga II · Forlani · Spadolini I · Spadolini II · Fanfani V · Craxi I · Craxi II · Fanfani VI · Goria · De Mita · Andreotti VI · Andreotti VII · Amato I · Ciampi · Berlusconi I · Dini · Prodi I · D'Alema I · D'Alema II · Amato II · Berlusconi II · Berlusconi III · Prodi II · Berlusconi IV · Monti · Letta · Renzi · Gentiloni · Conte I · Conte II · Draghi · Meloni